# Ludność Prudnika

Herb Prudnika

## LudnośćPrudnika
- 1534 – 114 (w tym 25 Żydów)[1]
- 1667 – 2558[2]
- 1675 – 2527[2]
- 1754 – 2905[2]
- 1764 – 2722[2]
- 1774 – 3048[2]
- 1781 – 3248[2]
- 1784 – 3326[2]
- 1800 – 3469[2]
- 1820 – 4046[2]
- 1824 – 4749[2]
- 1829 – 4000 (w tym 127 Żydów)[1]
- 1830 – 4939[2]
- 1838 – 5363[2]
- 1840 – 6125 (w tym 146 Żydów)[1]
- 1861 – 8700 (w tym 174 Żydów)[1]
- 1868 – 9735[2]
- 1885 – 16093[1]
- 1890 – 17577 (w tym 2111 ewangelików, 15258 katolików i 164 Żydów)[3]
- 1910 – 18856 (w tym 114 Żydów)[1]
- 1913 – 18856[2]
- 1925 – 17052 (w tym 2603 ewangelików, 14245 katolików i 110 Żydów)[3]
- 1933 – 17738 (w tym 31 Żydów)[3]
- 1939 – 17339 (w tym 2380 ewangelików, 14291 katolików, 5 chrześcijan i 79 Żydów)[1]
- 1946 – 10886[4]
- 1956 – 14900[1]
- 1962 – 18200[1]
- 1980 – 22402[5]
- 1990 – 26400[6]
- 1995 – 24350[7]
- 1996 – 24327[7]
- 1997 – 24353[7]
- 1998 – 24300[7]
- 1999 – 23979[7]
- 2000 – 23800[7]
- 2001 – 23704[7]
- 2002 – 23630[7]
- 2003 – 23528[7]
- 2004 – 23376[7]
- 2005 – 23234[7]
- 2006 – 23078[7]
- 2007 – 22927[7]
- 2008 – 22787[7]
- 2009 – 22663[7]
- 2010 – 22514[7]
- 2011 – 22164[7]
- 2012 – 21979[7]
- 2013 – 21778[7]
- 2014 – 21676[7]
- 2015 – 21472[7]
- 2016 – 21368[7]
- 2017 – 21237[7]
- 2018 – 21170[7]

## Piramida wieku
Piramida wieku mieszkańców Prudnika w 2014 roku

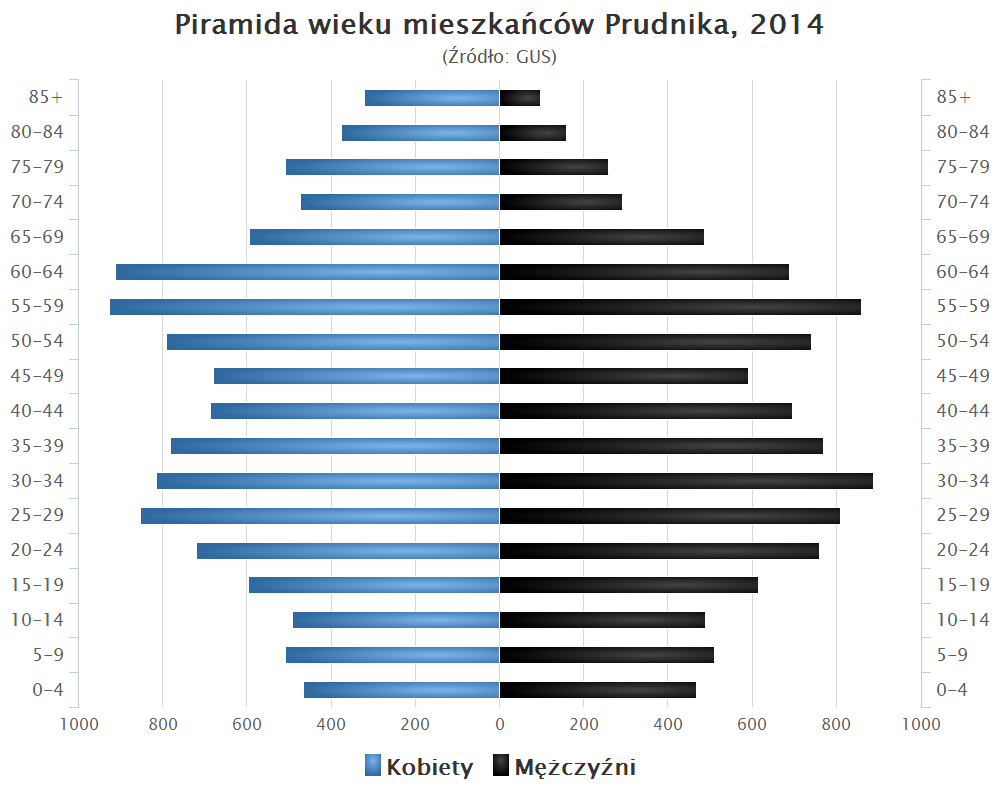